# Mustela putorius mosquensis
Mustela putorius mosquensis es una subespecie de  mamíferos carnívoros  de la familia Mustelidae subfamilia Mustelinae.

## Distribución geográfica
Se encuentra en Eurasia.